# Lypiwka (Stryj)
Lypiwka (ukrainisch Липівка; russisch Липовка Lipowka, deutsch Lindenfeld, ab 11. März 1939 polnisch Lubianka) ist eine Siedlung in der westukrainischen Oblast Lwiw mit etwa 1100 Einwohnern.

## Geschichte
Der Ort entstand im Jahre 1788. 16 deutsche Familien reformierter Konfession wurden im Zuge der Josephinischen Kolonisation auf dem Grund des Dorfes Lubjana (Луб'яна)  angesiedelt. Die Kolonie wurde Lindenfeld genannt und wurde eine unabhängige Gemeinde. Die Protestanten gehörten zur Pfarrgemeinde Dornfeld in Evangelischen Superintendentur A. B. Galizien.
Im Jahre 1900 hatte die Gemeinde Lindenfeld 21 Häuser mit 127 Einwohnern, davon 111 deutschsprachige, 16 ruthenischsprachige, 17 griechisch-katholische, 110 anderen Glaubens.
Im Jahre 1921 hatte die Gemeinde Lindenfeld 21 Häuser mit 130 Einwohnern, davon 100 Deutschen, 21 Ruthenen, 2 Polen, 7 Juden (Nationalität und Religion), 99 evangelische, 22 griechisch-katholische, 2 römisch-katholische.
Am 11. März 1939 wurde der Name Lindenfeld auf Lubianka geändert.
Im Zweiten Weltkrieg gehörte es zuerst zur Sowjetunion und ab 1941 zum Generalgouvernement, ab 1945 wieder zur Sowjetunion, heute zur Ukraine. Die dann noch ansässigen Deutschen wurden 1940 infolge des Deutsch-Sowjetischen Grenz- und Freundschaftsvertrages umgesiedelt.
Seit dem 5. September 2015 gehört der Ort verwaltungstechnisch zur neugegründeten Landgemeinde Trostjanez im Rajon Mykolajiw, vorher war er ein Teil der Stadtratsgemeinde von Mykolajiw. 2020 wurde die Rajonszugehörigkeit zum Rajon Stryj geändert.